# Noyal-sur-Brutz
Noyal-sur-Brutz è un comune francese di 590 abitanti situato nel dipartimento della Loira Atlantica nella regione dei Paesi della Loira.

## Società

### Evoluzione demografica
Abitanti censiti